# Елмвуд-Парк (Нью-Джерсі)
Елмвуд-Парк (англ. Elmwood Park) — місто (англ. borough) в США, в окрузі Берген штату Нью-Джерсі. Населення — 21 422 особи (2020).

## Географія
Елмвуд-Парк розташований за координатами 40°54′16″ пн. ш. 74°7′10″ зх. д. / 40.90444° пн. ш. 74.11944° зх. д. (40.904526, -74.119514).  За даними Бюро перепису населення США в 2010 році місто мало площу 7,14 км², з яких 6,86 км² — суходіл та 0,29 км² — водойми.

## Демографія
Згідно з переписом 2010 року, у селищі мешкали 19 403 особи в 7032 домогосподарствах у складі 5140 родин. Було 7385 помешкань
Расовий склад населення:
| - 75,4 % — білих - 10,7 % — азіатів - 5,3 % — чорних або афроамериканців - 0,3 % — корінних американців - 5,5 % — осіб інших рас |

До двох чи більше рас належало 2,8 %. Частка іспаномовних становила 21,2 % від усіх жителів.
За віковим діапазоном населення розподілялося таким чином: 20,8 % — особи молодші 18 років, 64,5 % — особи у віці 18—64 років, 14,7 % — особи у віці 65 років та старші. Медіана віку мешканця становила 39,5 року. На 100 осіб жіночої статі у селищі припадало 91,5 чоловіків;  на 100 жінок у віці від 18 років та старших — 88,9 чоловіків також старших 18 років.
Середній дохід на одне домашнє господарство  становив 85 153 долари США (медіана — 71 852), а середній дохід на одну сім'ю — 94 050 доларів (медіана — 80 154). Медіана доходів становила 51 781 долар для чоловіків та 47 920 доларів для жінок. За межею бідності перебувало 9,5 % осіб, у тому числі 14,9 % дітей у віці до 18 років та 10,8 % осіб у віці 65 років та старших.
Цивільне працевлаштоване населення становило 10 424 особи. Основні галузі зайнятості: освіта, охорона здоров'я та соціальна допомога — 22,3 %, роздрібна торгівля — 13,8 %, науковці, спеціалісти, менеджери — 12,9 %.